# Ampulex regalis
Ampulex regalis är en  stekelart som beskrevs av Frederick Smith 1860.
Ampulex regalis ingår i släktet Ampulex och familjen Ampulicidae. Inga underarter finns listade i Catalogue of Life.